# 이강희 (축구 선수)
이강희(李康熙, 2001년 8월 24일~)는 대한민국의 축구 선수로, 포지션은 중앙 공격수와 수비형 미드필더, 그리고 센터백을 소화한다. 현재 오스트리아 분데스리가 FK 아우스트리아 빈 소속이다.

## 클럽 경력
이강희는 신평중학교, 신평고등학교를 거쳤으며, U-20 대표팀을 거쳤다.
K리그1 2020 시즌을 앞두고 수원 삼성 블루윙즈에 입단하였다.
2022시즌을 앞두고 부산 아이파크로 임대되었다.